# چهارطاقی کارچان
چهار طاقی کارچان مربوط به دوره قاجار - دوره پهلوی است و در شهرستان اراک، بخش مرکزی، دهستان معصومیه، روستای کارچان، درمیان گورستان عمومی روستا واقع شده و این اثر در تاریخ ۱۸ اسفند ۱۳۸۷ با شمارهٔ ثبت ۲۵۰۲۲ به‌عنوان یکی از آثار ملی ایران به ثبت رسیده‌است.